# Lastings Milledge
Lastings Darnell Milledge, ameriški poklicni bejzbolist, * 5. april 1985, Brandenton, Florida, ZDA.
Milledge je poklicni igralec zunanjega polja in trenutno član moštva Tokyo Yakult Swallows v ligi Nippon Professional Baseball. V sezoni 2006 je bil najmlajši igralec Narodne lige.
Z 12. izborom naborom lige MLB leta 2003 ga je izbrala ekipa New York Mets.

## Poklicna kariera

### Chicago White Sox

#### 2011
3. februarja 2011 je sklenil pogodbo z nižjimi podružnicami moštva Chicago White Sox. 30. marca tega leta je klub iz Chicaga njegovo pogodbo odkupil od moštva Charlotte Knights in naznanil, da bo Milledge član seznama 25-ih mož ekipe ob Dnevu odprtja. V ligi MLB se ni zadržal precej dolgo: že 7. aprila  je bil pogojno odpuščen. Ker ga nihče ni terjal, je sprejel takojšnjo premestitev nazaj v Charlotte. Po sezoni 2011 je postal prosti agent.

### Tokyo Yakult Swallows

#### 2012
27. decembra 2011 je z japonskim klubom Tokyo Yakult Swallows sklenil enoletno pogodbo s klubsko možnostjo podaljšanja za eno leto.